# Albert von Rütte
Albert von Rütte (auch: Albert de Rutté; * 12. Juni 1825 in Sutz; † 26. Februar 1903 in Bern) war ein Schweizer Biologe und Pfarrer.

## Herkunft
Von Rüttes Eltern waren der Pfarrer von Sutz David Sigmund von Rütte (* 2. Januar 1794; † 11. August 1877) und dessen Ehefrau Maria Sofie Adelheid Gatschet (* 1796; † 13. Februar 1858). Er hatte Brüder, darunter der Architekt Friedrich Ludwig von Rütte (1829–1903) und der Kaufmann und Honorarkonsul Gottlieb Rudolf von Rütte (1826–1886).

## Leben
Albert von Rütte studierte Theologie in Bern und wurde 1849 ins Geistliche Ministerium aufgenommen. Im Jahr 1855 erhielt er die Pfarre in Saanen, 1862 die in Yverdon und 1868 in Radelfingen. In den beiden letzten war er jeweils für die deutschsprachigen Anteil zuständig. 1891 wurde er in den Ruhestand versetzt und zog nach Bern.
Neben seiner Arbeit kümmerte sich Rütte mit seiner Frau ab 1872 um den Nachlass seines Schwiegervaters. Schon zuvor war er zur Sprachforschung gelangt und schrieb ein 1858 publiziertes Wörterbuch zu den Werken Gotthelfs, und nachdem 1862 mit der Arbeit am Schweizerischen Idiotikon angefangen worden war, sandte er dessen Redaktion zahlreiche Beiträge zum Berndeutschen.
Besonders intensiv beschäftigte er sich aber mit Botanik. Er leistete dabei wichtige Beiträge zur Erforschung des Kantons Bern und war Experte für Alpenfutterpflanzen. Auf Anregung seines Professors Rütimeyer begann er sich für die Futterpflanzen der Alpen zu interessieren. Er gab die Anregung zu Musteralmen, wo die Futterergiebigkeit nach Quantität und Qualität und deren Einfluss auf die Milch und deren Produkte untersucht werden sollte.

## Familie
Er heiratete im Jahr 1856 Caecilia (Cécile) Bitzius (* 16. Mai 1837; † 1914), eine Tochter des Schriftstellers Jeremias Gotthelf (eigentlich Albert Bitzius). Das Paar hatte mehrere Kinder:
- Gottlieb Albert (* 5. August 1856; † 16. August 1882)
- Sophia Cäcilia (* 29. April 1859; † 23. September 1933), Lehrerin
- Gotthelf (* 5. Juli 1860; † 7. Oktober 1898), Pfarrer ⚭ Pauline Bertha Adelheid von Greyerz
- Maria Emilie Adelheid  (* 11. November 1865; † ?) Lehrerin ⚭ Arnold Friedrich Cavin, Uhrmacher
- Frieda (* 19. September 1876; † ?) ⚭  Gottfried Buchmüller (1871–1955), Pfarrer
- Walter Theophil (* 8. November 1880; † 1945), Pfarrer  ⚭ Eleonore Frey (1880–1943)

## Werke
- Erklärung der schwierigern dialektischen Ausdrücke in Jeremias Gotthelfs (Albert Bitzius) gesammelten Schriften. In: Jeremias Gotthelfs Gesammelte Schriften, Band 23. Springer, Berlin 1858 (Digitalisat).
- Die Pflanzenwelt der Alpen. In: Schweizer Alpenwirtschaft, Heft 4, 1863, S. 5–55; Heft 5, 1864, Seite 95–152.